# Brachydontium microcarpum
Brachydontium microcarpum är en bladmossart som beskrevs av Ryszard Ochyra 1999. Brachydontium microcarpum ingår i släktet dimmossor, och familjen Seligeriaceae. Inga underarter finns listade i Catalogue of Life.